# Lahu
Els lahu (xinès: 拉祜族; pinyin: Lāhùzú; noms propis: Ladhulsi o Kawzhawd; Vietnamita: La Hủ) són un grup ètnic del sud-est d'Àsia i de la Xina. Els lahu són originaris del sud-oest de la Xina. Formen una nació a Birmània i habiten principalment a l'àrea de Kentung, Estat Shan, a prop de la frontera amb la Xina. També es troben a l'est del mateix país Estats Wa, i també a Laos, la Xina i Tailàndia.

## Llengua i costums
Els lahu són uns 712.000 individus. Parlen el lahu, que és del grup sinotibetà i té els dialectes na, nyi i shehleh. Generalment viuen en zones muntanyenques. Els lahu tenen les seves creences tradicionals i només el 30% són cristians. Estan dividits en tribus: els Lahu Na (Lahu negres), Lahu Nyi (Lahu vermells), Lahu Hpu (Lahu grocs), i els Lahu Shehleh. Els noms dels colors estan relacionats amb colors utilitzats en llur vestimenta tradicional.

## Història

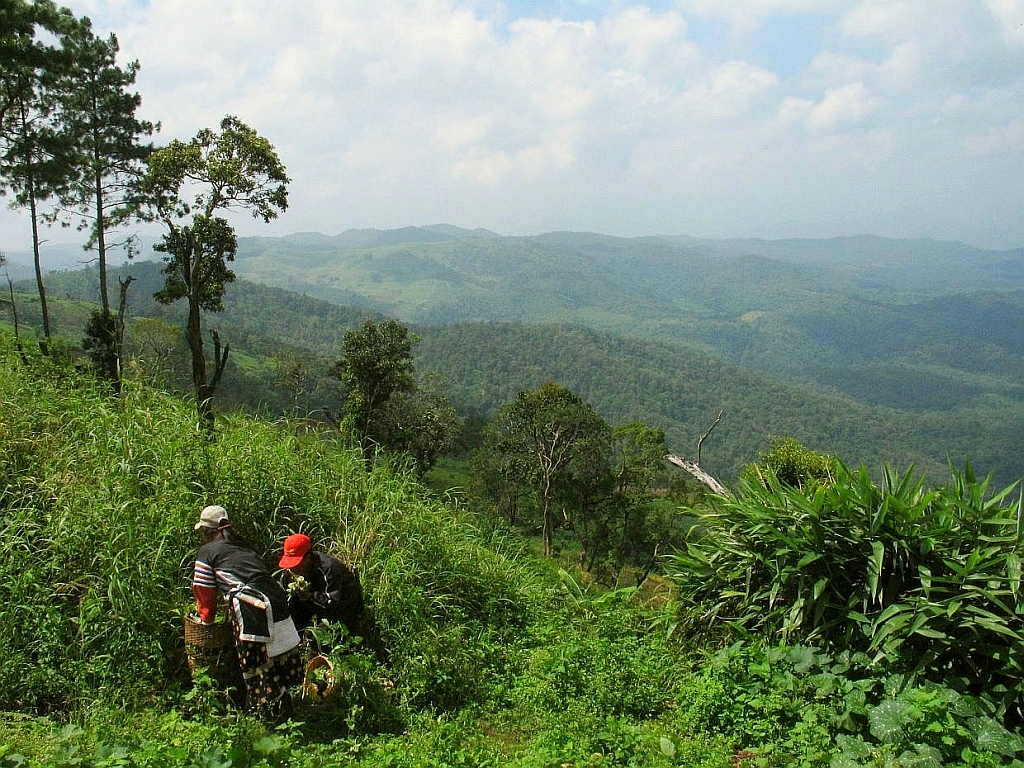
Paisatge de la zona on viuen els lahu

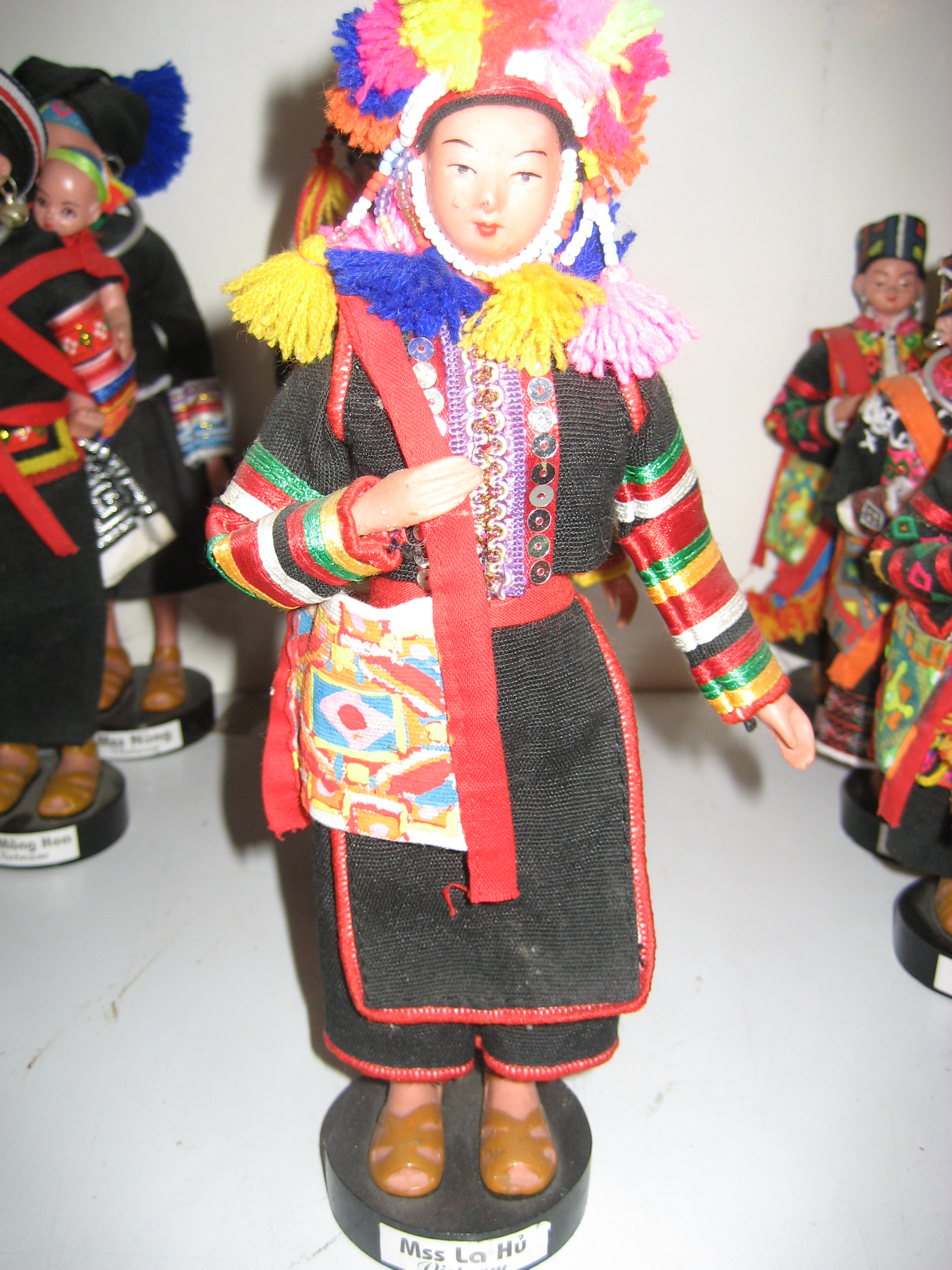
Nina lahu

Bandera de l'ONL

Des del 1963, els lahu es van integrar en les organitzacions shan contra el govern. La principal organització lahu fou l'Organització Nacional Lahu (ONL), i després el Front Democràtic Lahu (FDL), l'Exèrcit de l'Estat Lahu i el Partit d'Alliberament Nacional Lahu. El líder més conegut dels lahu fou Benjamí Kya Oo (conegut per Maran Brangtawng, per Ta Tung i per Surh Khurh), secretari general del Front Democratic Lahu, que va morir el 2000. El Partit de Desenvolupament Nacional Lahu és un partit legal des del 28 de febrer del 1989.
Després de la pèrdua de l'àrea de Kokang, el comandant de la 815 regió dels comunistes birmans, U Sai Lin, va prendre el control de la zona de l'est de l'estat Shan i va anunciar que trencava amb el Partit Comunista de Birmània. La divisió 768 composta de shans, akhas i lahus es va unir a U Sai Lin i es va formar el Comitè del Govern Militar Regional de l'Est de Shan i va acordar una treva amb el govern (la Junta militar o Tatmadaw). El 30 de juny del 1989, U Sai Lin i 3.300 soldats sota el seu comandament van lliurar les armes i es van convertir en organització legal. La zona fou declarada Regió Especial de l'Est de l'Estat Shan i s'hi va iniciar un programa de desenvolupament. La capital de l'àrea és Mongla, al sud-est de Kokang, a tocar de la frontera amb Xina. El nom amb què es coneix aquest grup és Exèrcit de l'Est de l'Estat Shan. En els anys següents, els grups exclusivament lahu van arribar també a acords de pau parcials amb el govern.